# 安德施米克
安德施米克（德語：An der Schmücke，發音：[an deːɐ̯ ˈʃmʏkə]，意为“在施米克山麓”）是德国图林根州基夫霍伊瑟县的城市，面积95.29平方千米，2023年12月31日人口为5,953人。该市镇于2019年1月1日由施米克山麓管理共同体的成员市镇布雷特莱本、戈尔斯莱本、豪特罗达、黑尔德龙根、黑姆莱本和奥尔迪斯莱本合并而成。